# Anthyperythra fulvipennis
Anthyperythra fulvipennis är en fjärilsart som beskrevs av W. Warren 1909. Anthyperythra fulvipennis ingår i släktet Anthyperythra och familjen mätare. Inga underarter finns listade i Catalogue of Life.